# Большая Тарханка
Больша́я Тарха́нка (Тарханка) — река в России, протекает в Самарской области.

## География и гидрология
Большая Тарханка левобережный приток реки Большой Черемшан, её устье находится в 202 километрах от устья реки Большой Черемшан. Общая протяжённость реки Большая Тарханка — 45 километров. В 20 км от устья справа впадает река Тарханка.

## Данные водного реестра
По данным государственного водного реестра России относится к Нижневолжскому бассейновому округу, водохозяйственный участок реки — Большой Черемшан от истока и до устья, речной подбассейн реки — подбассейн отсутствует. Речной бассейн реки — Волга от верхнего Куйбышевского водохранилища до впадения в Каспий.
Код объекта в государственном водном реестре — 11010000412112100004834.